# Campo di Ripa Ticinese
Il campo di Ripa Ticinese fu lo stadio dell'Inter dal 1908 al 1912.
Ripa di Porta Ticinese 115, presso la quale era ubicato, è nelle vicinanze della Stazione di Milano Porta Genova ed era servito dal tram 19.

Il campo di Ripa Ticinese nel 1910.

## Storia
Prima era stato il campo della Società Pattinatori. L'Inter usò questo campo per giocare le sue partite interne e, in alternativa per le partite più importanti, utilizzò l'Arena Civica che, essendo patrimonio di proprietà del Comune di Milano, doveva essere affittato.
Non è conosciuta la data ufficiale di inaugurazione: i nerazzurri risultano aver esordito in amichevole l'11 ottobre 1908 sul proprio campo contro la Libertas Milano II battendola 4-2.
L'ingresso del campo era ubicato al civico 115 situato prima dell'angolo destro dell'isolato che faceva angolo con via D'Adda. Malgrado fosse fornito di un'alta palizzata dietro la porta vicina al Naviglio Grande, molto spesso i palloni finivano ugualmente nel canale e una persona preposta alla raccolta dei palloni lo prendeva prima che la corrente lo portasse via.
Il campo non ospitò gare particolarmente significative, ad eccezione della seconda partita di selezione di domenica 8 maggio 1910 per stabilire i calciatori che la Commissione Tecnica avrebbe messo in campo la domenica successiva nell'esordio assoluto della nazionale italiana contro la Francia, facendo disputare qui la partita fra i cosiddetti probabili e i possibili (terminata 4-2 per i probabili).
Questo campo fu utilizzato fino all'inizio della stagione 1912-1913 allorquando fu approntato il campo di via Goldoni, che fu inaugurato il 1º gennaio 1913.
In via Carlo D'Adda, vicino all'incrocio con Via Ripa di Porta Ticinese, l'Inter ha fatto installare una targa che indica che in quella zona sorgeva il primo campo da gioco nerazzurro.